# Mario Frick
Mario Frick (ur. 8 maja 1965 w Chur) – liechtensteiński polityk i prawnik, w latach 1993–2001 premier Liechtensteinu.

## Życiorys
Ukończył szkołę średnią w Vaduz, a w 1989 studia prawnicze na Uniwersytecie w St. Gallen. Doktoryzował się w 1991. W latach 1991–1993 był urzędnikiem służby prawnej w ramach administracji państwowej Liechtensteinu. W tym samym okresie zasiadał w radzie gminy Balzers. Działacz Unii Patriotycznej. W maju 1993 został wicepremierem koalicyjnego rządu, odpowiadał za sprawy wewnętrzne, środowisko, rolnictwo, leśnictwo i sprawiedliwość. Jego ugrupowanie wygrało następnie przedterminowe wybory w październiku 1993. 15 grudnia 1993 Mario Frick objął urząd premiera, który sprawował do 5 kwietnia 2001. Był też w międzyczasie w różnych okresach ministrem finansów, sprawiedliwości i budownictwa. W trakcie urzędowania Liechtenstein przystąpił do Europejskiego Obszaru Gospodarczego i Światowej Organizacji Handlu. Jego drugi gabinet z 1997 był po raz pierwszym od końca lat 30. rządem monopartyjnym, do którego nie dołączyła Postępowa Partia Obywatelska.
Po odejściu z urzędu brał aktywny udział w dyskusji nad zmianami w konstytucji, sprzeciwiając się reformom postulowanym przez księcia Liechtensteinu. W 2002 podjął prywatną praktykę prawniczą. Był prezesem przedsiębiorstwa Vaduzer Medienhaus (2003–2009), w 2005 objął kierownictwo izby adwokackiej Liechtensteinu.